# Frosta, Norge
Frosta är en kyrkby och tidigare tätort som utgör centralort i Frosta kommun i Trøndelag fylke i mellersta Norge. Orten ligger vid sidan av fylkesväg 753, på halvön Frosta i Trondheimsfjorden. Här finns Frosta kyrka.
Sedan 2021 räknas orten inte längre som en tätort.